# Элкингтон, Джон
Джон Элкингтон (англ. John Elkington; родился 23 июня 1949 года в Западном Беркшире, Англия) — автор, консультант и серийный предприниматель. Мировой авторитет по вопросам корпоративной ответственности и устойчивого развития. Он автор и соавтор 19 книг, в том числе книг: «Зеленое руководство потребителя», «Людоеды с вилками», «Власть неразумных людей: как социальные предприниматели создают рынки, которые меняют мир» и «The Breakthrough Challenge: 10 Ways to Connect Tomorrow’s Profits with Tomorrow’s Bottom Line».
Он один из основателей и председатель в «Volans»; соучредитель и почетный председатель в «SustainAbility»; почётный председатель в Environmental Data Services (ENDS, 1978); старший советник в Business & Human Rights Resource Centre; член Всемирного фонда дикой природы Совет послов; приглашенный профессор Школы менеджмента Крэнфилдского университета, Имперского колледжа и Университетского колледжа Лондона. Он состоит в более чем в 20 советах и консультативных советах. Он упомянут в одной из книг серии биографических энциклопедий известных личностей «Who’s Who» в 2009 году как: «играющий с идеями, обдумывающий детали, разговаривающий с несознательными людьми, прочитавший альпийское пастбище книг (от исторических до научной фантастики) и американских бизнес и научных журналов, рискующий жизнью и здоровьем как лондонский велосипедист…».
Он придумал термины: экологическое превосходство, зелёный рост, зелёный потребитель, концепция тройного критерия и Люди, Планета и Прибыль.

## Образование
- Школа Брайнстон, 1966;
- Степень бакалавра в области социологии и социальной психологии Эссекского университета, 1970;
- Магистр философии в городском и региональном планировании Университетского колледжа Лондона, 1974.

## Биография
Когда Джону Элкингтону было 11, он собрал деньги для вновь созданного Всемирного фонда дикой природы (WWF). В возрасте 28 лет основал вместе с Дэвидом Лейтоном и Максом Николсоном Службу экологических данных (англ. Environmental Data Services). В 1983 году был создан консалтинговый центр для аналитических центров «Sustain Ability», который стал работать с предприятиями через рынки для обеспечения экономической, социальной и экологической устойчивости. Свое нынешнее название он получил в 1987 году, а при основании назывался «John Elkington Associates». В 2008 году он стал одним из основателей «Volans Ventures» вместе с Памелой Хартиган, Сэмом Лакха, Джеффом Лаем и Кевином Тео. В 1980 году в возрасте 31 года он написал свою первую книгу с Джулией Хейлз под названием «Зеленый потребитель».
Про Джона Элкингтона писали в «Business Week» в 2004 году как про «декана движения корпоративной ответственности в течение трех десятилетий». В 2008 году «Evening Standart» перечислил его в «1000 наиболее влиятельных людей в Лондоне» охарактеризовав его «истинным зеленым бизнес-гуру» и как «евангелиста за корпоративную и экологическую ответственность задолго до того, как это стало модным».

## Награды
Он получал награды от «United Nations» «Fast Company», «American Society for Quality», «Rockefeller Foundation and the Skoll Foundation» . В 1981 году он был награжден «Winston Churchill Memorial Fellowship» в Великобритании. В 2004 году был удостоен звания почётного доктора Эссекского университета.

## Техническая поддержка
Джон Элкингтон работает более чем в 70 советах и консультативных советах, среди которых:
- Институт Биомимикрии;
- Социальная фондовая биржа;
- The Ecological Sequestration Trust (TEST);
- Volans.

Джон Элкингтон работал во многих консультативных советах, в том числе:
- 2degrees
- The B Team
- Covestro/Bayer MaterialScience
- EcoVadis
- The Friends Life Stewardship Committee of Reference
- Guardian Sustainable Business
- Nestlé
- Polecat
- Tesco,
- Zouk Capital

## Избранные публикации
- "The Breakthrough Challenge: 10 Ways to Connect Today’s Profits With Tomorrow’s Bottom Line, " by John Elkington and Jochen Zeitz (Authors), with a foreword by Sir Richard Branson (hardcover, Jossey-Bass, 2014)
- "The Zeronauts: Breaking the Sustainability Barrier, " by John Elkington (hardcover, Routledge/Taylor & Francis, 2012)
- The Power of Unreasonable People: How Social Entrepreneurs Create Markets That Change the World by John Elkington and Pamela Hartigan (Authors), Klaus Schwab (Foreword), (hardcover, Harvard Business School Press, 2008)
- The Chrysalis Economy: How Citizen CEOs and Corporations Can Fuse Values and Value Creation, by John Elkington (hardcover, Capstone/John Wiley, 2001)
- Manual 2000 by John Elkington and Julia Hailes (paperback, 1998)
- Cannibals with Forks: The Triple Bottom Line of 21st Century Business by John Elkington (Capstone/John Wiley, hardcover, 1997)
- The Green Consumer: Revised Edition by Joel Makower, John Elkington, and Julia Hailes (paperback, Tilden Press, 1993)
- Holidays That Don’t Cost the Earth by John Elkington and Julia Hailes (Gollancz, paperback, 1992)
- The Green Business Guide by John Elkington and Peter Knight (Victor Gollancz, 1991)
- The Green Consumer Supermarket Shopping Guide by John Elkington, and Julia Hailes (Gollancz, paperback, 1991)
- A Year in the Greenhouse: An Environmental Diary by John Elkington (Gollancz, hardcover, 1990)
- The Young Green Consumer’s Guide by John Elkington, Julia Hailes, Douglas Hill, and Tony Ross (Gollancz, paperback, 1990)
- The Green Consumer Guide: From Shampoo to Champagne: High-Street Shopping for a Better Environment by John Elkington & Julia Hailes (Gollancz, paperback, 1988)
- Green Pages by John Elkington, Tom Burke, and Julia Hailes (Routledge, paperback, 1988)
- The Green Capitalists: Industry’s Search for Environmental Excellence by John Elkington with Tom Burke (Gollancz, hardcover, 1987)
- The Poisoned Womb: Human Reproduction in a Polluted World (Viking, hardback 1986, Pelican, paperback, 1987)
- The Gene Factory: Inside the Genetic and Biotechnology Business Revolution (Century, hardcover, 1985)
- Sun Traps: The Renewable Energy Forecast (Pelican, paperback, 1984)
- The Ecology of Tomorrow’s World (Associated Business Press, hardcover, 1980)

Избранные предисловия (около 20 выполненных до нашего времени):
- Can the World Be Wrong? Where Global Public Opinion Says We’re Headed, by Doug Miller, Greenleaf Publishing, paperback, 2015
- Making Sustainability Work: Best Practices in Managing and Measuring Corporate Social, Environmental and Economic Impacts by Marc J Epstein (Author), John Elkington (Foreword), Herman B Leonard (Foreword), (2008)
- The Sustainability Advantage: Seven Business Case Benefits of a Triple Bottom Line by Bob Willard (Author), John Elkington (Foreword), (2002)
- ISO 14001 and Beyond, edited by Christopher Sheldon, Greenleaf Publishing, paperback, 1997
- The Natural House Book by David Pearson (Conran Octopus, hardback, 1992)

Избранные главы/эссе в других книгах:
- Military for Sustainability, Glimpse 7-4, by John Elkington, pp 185—189 in Jørgen Randers, 2052: A Global Forecast for the Next Forty Years, a report to the Club of Rome, Chelsea Green Publishing, 2012
- The Phoenix Economy: Agenda for a Sustainable Future, by John Elkington, in The World That Changes the World: How Philanthropy, Innovation and Entrepreneurship are Transforming the Social Ecosystem, edited by Willie Cheng and Sharifah Mohamed, Jossey-Bass/Wiley, hardback, 2010
- Is It Possible to Sustain Asia?, by John Elkington and Jodie Thorpe, in Asia: Changing the World, edited by Liz Mohn and Wolfgang Schüssel, Verlag Bertelsmann Stiftung, 2007
- From Corporate Responsibility to Good Governance and Scalable Solutions, by Seb Beloe, John Elkington and Jodie Thorpe, in Corporate Social Responsibility: Reconciling Aspiration with Application, edited by Andrew Kakabadse and Mette Morsing, Palgrave Macmillan, hardback, 2006
- Can Business Help Governments Change the System?, by Seb Beloe, John Elkington and Jodie Thorpe, in The Accountable Corporation, Volume 4: Business-Government Relations, edited by Marc J. Epstein and Kirk O. Hanson, Praeger Publishers, hardback, 2006
- This River Runs Through Me, by John Elkington, pp 151—153 in Bryanston Reflections: Et Nova Et Vetera, Third Millennium Publishing, hardback, 2005
- Globalization’s Reality Check, by John Elkington in David Held et al., Debating Globalization, Polity Press, paperback, 2005
- Enter the Triple Bottom Line, by John Elkington, in The Triple Bottom Line: Does It All Add Up?, edited by Adrian Henriques and Julie Richardson, Earthscan, paperback, 2004
- Social and Environmental Reporting, by John Elkington, in Governance and Risk: An Analytical Handbook for Investors, Managers, Directors & Stakeholders, by George Dallas, McGraw-Hill, hardback, 2004
- Economy, by John Elkington, pp 203—233 in Our World in Focus: Moving Toward a Sustainable Future, Earth Pledge Foundation and Magnum, hardback, 2003
- London & The Thames, by John Elkington, pp 152—157, in The English Landscape, with an introduction by Bill Bryson, Profile Books, hardback, 2000
- Poisons to Burn or Bury: Environment Special Report, by John Elkington, pp 364—365, Encyclopædia Britannica, 1984 Book of the Year

Избранные отчеты (более 50 опубликованных отчетов его авторства или в соавторстве):
- The Stretch Agenda: Breakthrough in the Boardroom, Volans and the Generation Foundation, paperback 2015
- Interface: The Untold Story of Mission Zero, Volans and Interface, paperback 2014
- Investing in Breakthrough: Corporate Venture Capital, with Charmian Love and Amanda Feldman, Volans with Global Corporate Venturing, the John D. and Catherine T. MacArthur Foundation and Social Investment Business, paperback 2014
- Breakthrough: Business Leaders, Market Revolutions, Volans, paperback 2013
- The Future Quotient: 50 Stars in Seriously Long-Term Innovation, Volans and JWT Ethos, paperback 2011
- The Transparent Economy: Six Tigers Stalk the Global Recovery--and How to Tame Them, Volans for the Global Reporting Initiative, paperback 2010
- The Phoenix Economy: 50 Pioneers in the Business of Social Innovation, Volans for the Skoll Foundation, paperback 2009
- The Biosphere Economy: Natural Limits Can Spur Creativity, Innovation and Growth, Alejandro litovsky and John Elkington, Volans with Tellus Mater and Business for the Environment (B4E), paperback 2010
- For rep[orts from the SustainAbility years, see here
- Cleaning Up: US Waste Management Technology and Third World Development (World Resources Institute Papers,) by John Elkington and Jonathan Shopley (World Resources Institute, paperback, 1989)
- Thailand: Natural Resources Profile (Natural Resources of South-East Asia) by Anat Arbhabhirama, Dhira Phantumvanit, and John Elkington (hardcover, 1988)
- The Shrinking Planet: US Information Technology and Sustainable Development (WRI Paper, No 3) by John Elkington and Jonathan Shopley (1988)
- Double Dividends? US Biotechnology and Third World Development, " WRI Paper, No 2 (paperback, November 1986)
- Bio-Japan: The emerging Japanese challenge in biotechnology, (paperback, 1985)